# Pianoconcert (Ravel)
Maurice Ravel schreef zijn Pianoconcert in G majeur in de periode 1929 tot 1931.

## Achtergrond
Dit concert is ontstaan onder invloed van het jazzidioom. Ravel leerde dat idioom en de harmonieën kennen op zowel zijn tournee door de Verenigde Staten, als in Parijs, waar de jazz opgang maakte. Ravel wilde zelf de pianosolopartij spelen op de première van het pianoconcert. Hiertoe bereidde hij zich voor middels etudes van Franz Liszt en Frédéric Chopin, maar wegens zijn matige gezondheid en oververmoeidheid werd de pianopartij op de première verzorgd door Marguerite Long, aan wie Ravel het pianoconcert ook had opgedragen. Marguerite Long ontving de partituur op 11 november 1931 en speelde de première op 14 januari 1932, waarbij Ravel dirigeerde. Enige dagen na de succesvolle première gingen Ravel en Long samen op tournee langs 20 Europese steden. Het stuk werd overal enthousiast ontvangen.
De eerste Noord-Amerikaanse uitvoeringen werden simultaan gegeven op 22 april 1932 door zowel het Boston Symphony Orchestra als het Philadelphia Orchestra in hun respectievelijke eigen concertzalen.

## Delen
Het concert bestaat uit drie delen:
1. Allegramente
2. Adagio assai
3. Presto

## Het concert
Instrumentspecifieke technieken als het spelen met sordino, glissando en divisie werden gebruikt. Het concert is geschreven voor de volgende instrumenten: piccolo, fluit, hobo, althobo, es-klarinet, bes-klarinet, 2 fagotten, 2 hoorns, trompet, trombone, 2 pauken, triangel, bekkens, kleine trom, tamtam, woodblock, zweep, harp, 8 eerste violen, 8 tweede violen, 6 altviolen, 6 cello's, 4 contrabassen en uiteraard de solopiano.
Het tweede deel Adagio assai is het bekendst geworden. Het begint met een lange pianosolo, later omspeeld door solo's voor fluit, hobo, klarinetten en tot slot een zeer lange en beroemde solo voor althobo.